# 山ノ荘村
山ノ荘村（やまのしょうむら）は、かつて茨城県新治郡に存在した村である。現在の土浦市の北部に位置する。

## 歴史
- 1889年（明治22年）4月1日 - 町村制施行により、筑波郡大志戸村・小高村・小野村・沢辺村・東城寺村・永井村・本郷村の区域をもって成立。
- 1896年（明治29年）3月29日 - 所属を筑波郡から新治郡へ変更。
- 1955年（昭和30年）7月27日 - 斗利出村・藤沢村と合併し新治村が発足。同日山ノ荘村廃止。